# Eurovision: You Decide 2019
Eurovision: You Decide 2019 – brytyjskie selekcje do 64. Konkursu Piosenki Eurowizji w Tel Awiwie. Wygrał je Michael Rice z piosenką „Bigger Than Us”.

## Konkurs

### Artyści
| Artysta       | Piosenka         | Autorzy Piosenek                                              |
| ------------- | ---------------- | ------------------------------------------------------------- |
| Anisa         | „Sweet Lies”     | Maria Broberg, Lise Cabble, Esben Svane                       |
| Holly Tandy   | „Bigger Than Us” | Laurell Barker, Anna-Klara Folin, John Lundvik, Jonas Thander |
| Jordan Clarke | „Freaks”         | Jon Maguire, Rick Parkhouse, Corey Sanders, George Tizzard    |
| Kerrie-Anne   | „Sweet Lies”     | Maria Broberg, Lise Cabble, Esben Svane                       |
| MAID          | „Freaks”         | Jon Maguire, Rick Parkhouse, Corey Sanders, George Tizzard    |
| Michael Rice  | „Bigger Than Us” | Laurell Barker, Anna-Klara Folin, John Lundvik, Jonas Thander |

### Finał

#### Runda Bitew
| L.p.        | Artysta       | Piosenka         | Głosy Jury  | Głosy Jury  | Głosy Jury   | Głosy Jury  |
| L.p.        | Artysta       | Piosenka         | Clark-Neal  | Mollie King | Marvin Humes | Łącznie     |
| Pojedynek 1 | Pojedynek 1   | Pojedynek 1      | Pojedynek 1 | Pojedynek 1 | Pojedynek 1  | Pojedynek 1 |
| ----------- | ------------- | ---------------- | ----------- | ----------- | ------------ | ----------- |
| 1           | Kerrie-Anne   | „Sweet Lies”     | X           | X           | X            | 3           |
| 2           | Anisa         | „Sweet Lies”     |             |             |              | –           |
| Pojedynek 2 |               |                  |             |             |              |             |
| 3           | Jordan Clarke | „Freaks”         | X           |             | X            | 2           |
| 4           | MAID          | „Freaks”         |             | X           |              | 1           |
| Pojedynek 3 |               |                  |             |             |              |             |
| 5           | Holly Tandy   | „Bigger Than Us” |             |             |              | –           |
| 6           | Michael Rice  | „Bigger Than Us” | X           | X           | X            | 3           |

#### Runda Finałowa
| L.p. | Artysta       | Piosenka         |
| ---- | ------------- | ---------------- |
| 1    | Kerrie-Anne   | „Sweet Lies”     |
| 2    | Jordan Clarke | „Freaks”         |
| 3    | Michael Rice  | „Bigger Than Us” |